# 20028 Stansammy
20028 Stansammy este o planetă minoră (asteroid), cu un diametru de 7,388 km, din centura de asteroizi. A fost descoperită pe 1 martie 1992 la Observatorul La Silla de UESAC - The Uppsala-ESO survey of asteroids and comets⁠(d). 
Obiectul prezintă o orbită caracterizată de o semiaxă mare de 2,8376033 UAi, o excentricitate de 0,05, o înclinație de 11,33518 ° în raport cu ecliptica.